# Bingu wa Mutharika

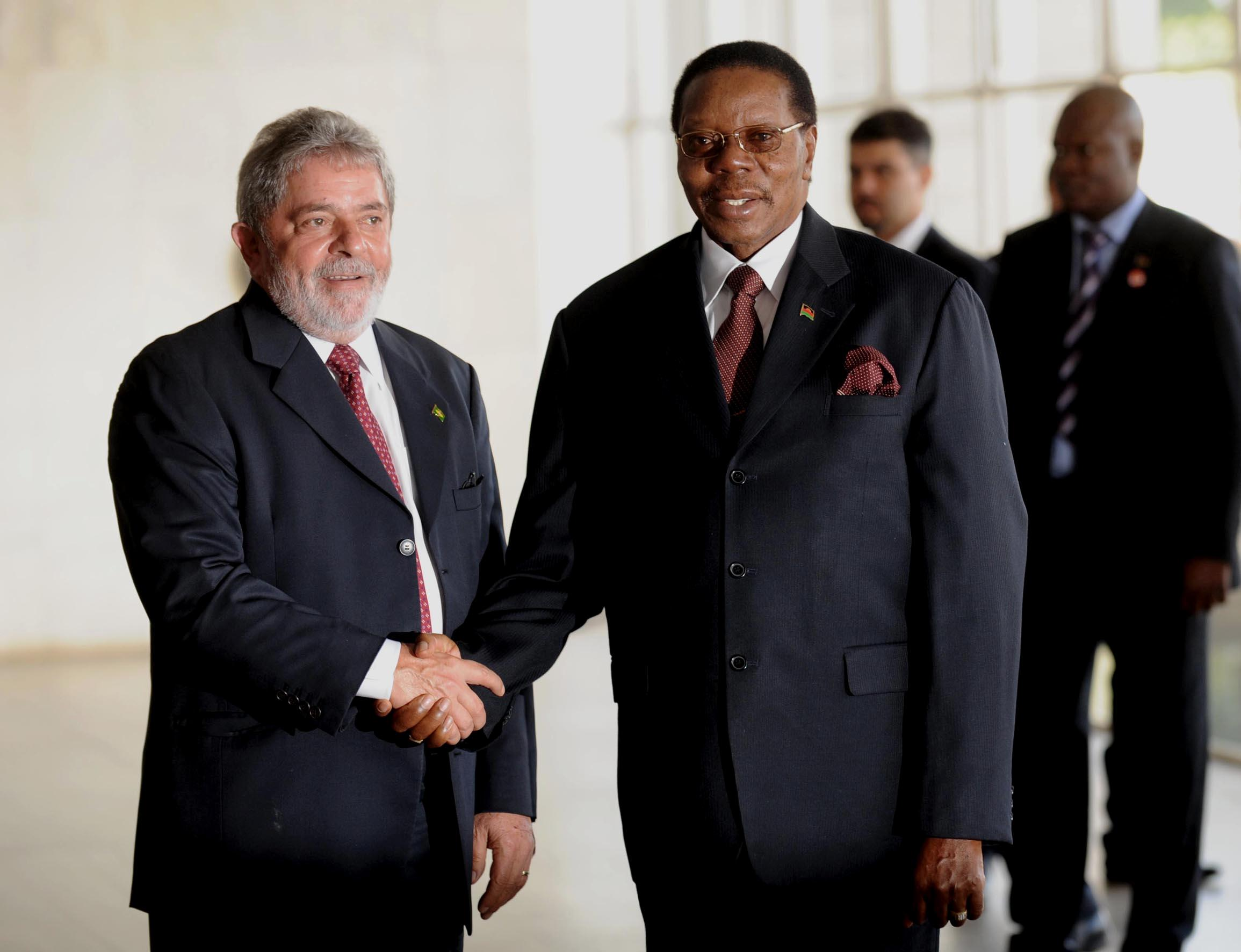
Bingu wa Mutharika (à direita) e o então presidente Lula (à esquerda), em 2008.

Brightson Webster Ryson Thom, conhecido por Bingu wa Mutharika (Thyolo, Malawi, 24 de fevereiro de 1934 - Lilongwe, Malawi, 5 de abril de 2012) foi um político de Malawi e presidente do país, de 31 de agosto de 2004 até 5 de abril de 2012, dia de sua morte. Mutharika fez seus estudos na Zâmbia, na Índia e nos Estados Unidos da América, onde obteve doutorado em economia. Em 19 de maio de 2009, ele foi reeleito para o segundo mandato como presidente de seu país.
Faleceu em Lilongwe, em 5 de abril de 2012, de ataque cardíaco.